# Volta a Califòrnia
La Volta a Califòrnia (en anglès Amgen Tour of California) és una cursa ciclista per etapes que se celebra durant el maig a Califòrnia. La cursa formà part de l'UCI America Tour i des del 2017 de l'UCI World Tour. És una de les principals curses ciclistes estatunidenques. El principal patrocinador, que dona nom a la cursa, és l'empresa de biotecnologia Amgen.
La primera edició es va disputar el 2006, sent guanyada per Floyd Landis. Fins al 2009 la cursa es disputà durant el mes de febrer. A partir del 2010 la cursa es traslladà al mes de maig.
Levi Leipheimer, amb tres victòries, és el ciclista que més vegades l'ha guanyat.

## Llistat de guanyadors
| Edició | Primer                   | Segon                    | Tercer                       |
| ------ | ------------------------ | ------------------------ | ---------------------------- |
| 2006   | Floyd Landis (USA)       | David Zabriskie (USA)    | Bobby Julich (USA)           |
| 2007   | Levi Leipheimer (USA)    | Jens Voigt (GER)         | Jason McCartney (USA)        |
| 2008   | Levi Leipheimer (USA)    | David Millar (GBR)       | Christian Vande Velde (USA)  |
| 2009   | Levi Leipheimer (USA)    | David Zabriskie (USA)    | Michael Rogers (AUS)         |
| 2010   | Michael Rogers (AUS)     | David Zabriskie (USA)    | Levi Leipheimer (USA)        |
| 2011   | Chris Horner (USA)       | Levi Leipheimer (USA)    | Tom Danielson (USA)          |
| 2012   | Robert Gesink (NED)      | David Zabriskie (USA)    | Tom Danielson (USA)          |
| 2013   | Tejay van Garderen (USA) | Michael Rogers (AUS)     | Janier Acevedo (COL)         |
| 2014   | Bradley Wiggins (GBR)    | Rohan Dennis (AUS)       | Lawson Craddock (USA)        |
| 2015   | Peter Sagan (SVK)        | Julian Alaphilippe (FRA) | Sergio Henao (COL)           |
| 2016   | Julian Alaphilippe (FRA) | Rohan Dennis (AUS)       | Brent Bookwalter (USA)       |
| 2017   | George Bennett (NZL)     | Rafał Majka (POL)        | Andrew Talansky (USA)        |
| 2018   | Egan Bernal (COL)        | Tejay van Garderen (USA) | Daniel Martínez Poveda (COL) |
| 2019   | Tadej Pogačar (SLO)      | Sergio Higuita (COL)     | Kasper Asgreen (DEN)         |

## Altres classificacions
| Any  | Punts            | Muntanya                 | Joves              | Equips                         |
| ---- | ---------------- | ------------------------ | ------------------ | ------------------------------ |
| 2006 | Olaf Pollack     | Levi Leipheimer          | Thomas Peterson    | Team CSC                       |
| 2007 | Juan José Haedo  | Christophe Laurent       | Robert Gesink      | Team CSC                       |
| 2008 | Dominique Rollin | Scott Nydam              | Robert Gesink      | Slipstream-Chipotle            |
| 2009 | Mark Cavendish   | Jason McCartney          | Robert Gesink      | Team Astana                    |
| 2010 | Peter Sagan      | Thomas Rabou             | Peter Sagan        | Garmin-Transitions             |
| 2011 | Peter Sagan      | Jonathan Patrick McCarty | Tejay van Garderen | Garmin-Cervélo                 |
| 2012 | Peter Sagan      | Sebastian Salas          | Wilco Kelderman    | RadioShack-Nissan              |
| 2013 | Peter Sagan      | Carter Jones             | Lawson Craddock    | BMC Racing Team                |
| 2014 | Peter Sagan      | William Routley          | Lawson Craddock    | Garmin-Sharp                   |
| 2015 | Mark Cavendish   | Daniel Oss               | Julian Alaphilippe | Team Sky                       |
| 2016 | Peter Sagan      | Evan Huffman             | Neilson Powless    | BMC Racing Team                |
| 2017 | Peter Sagan      | Daniel Jaramillo         | Lachlan Morton     | Team Sky                       |
| 2018 | Fernando Gaviria | Toms Skujiņš             | Egan Bernal        | Team Sky                       |
| 2019 | Kasper Asgreen   | Davide Ballerini         | Tadej Pogačar      | EF Education First Pro Cycling |